# Bodtjärnen (Attmars socken, Medelpad)
Bodtjärnen är en sjö i Sundsvalls kommun i Medelpad och ingår i Ljungans huvudavrinningsområde. Sjön har en area på 0,0594 kvadratkilometer och ligger 160,1 meter över havet.

## Delavrinningsområde
Bodtjärnen ingår i det delavrinningsområde (689484-156802) som SMHI kallar för Ovan Villsjöån. Medelhöjden är 186 meter över havet och ytan är 9,54 kvadratkilometer. Räknas de 3 avrinningsområdena uppströms in blir den ackumulerade arean 48,63 kvadratkilometer. Stångån som avvattnar avrinningsområdet har biflödesordning 2, vilket innebär att vattnet flödar genom totalt 2 vattendrag innan det når havet efter 28 kilometer. Avrinningsområdet består mestadels av skog (97 procent). Avrinningsområdet har 0,06 kvadratkilometer vattenytor vilket ger det en sjöprocent på 0,6 procent.